# Johanna Mestorf
Johanna Mestorf (født 17. april 1828 i Bad Bramstedt, hertugdømmet Holsten, død 20. juli 1909 i Kiel) var en tysk, forhistorisk arkæolog, den første kvindelige museumsdirektør i Kongeriget Preussen og betragtes som den første kvindelige professor i Tyskland.

## Liv og karriere
Johanna var den yngste af fire overlevende børn af lægen og antikvaren Jacob Heinrich Mestorf og hans kone Sophia Katharina Georgine, født Körner.  Da han døde i 1837, flyttede hun med sin mor til Itzehoe, hvor hun gik på Blöcker Instituttets pigeskole. I 1849 rejste hun til Sverige for at arbejde som guvernante hos grev Pipers familie på Ängsö Slot, hvor hun også studerede skandinaviske sprog.  I 1853 vendte hun tilbage til Tyskland, og i årene derefter rejste hun flere gange til Frankrig og Italien som følgesvend til en italiensk grevinde, der var i familie med familien Piper.  Fra 1859 boede hun hos sin bror Harro i Hamborg. I 1867 fik hun en stilling som sekretær for udenrigskorrespondance.  Samtidig med arbejdet, udlærte hun sig selv til en yderst veluddannet arkæolog.
I 1863 begyndte Mestorf at oversætte nogle af de vigtigste, skandinaviske, arkæologiske værker til tysk. Mestorfs oversættelser fik stor betydning for det arkæologiske felts udvikling i Tyskland. Denne udvikling fik særlig gavn af Christian Jürgensen Thomsens treperiodesystem og en typologisk undersøgelse af genstande, der er kendetegnet ved Oscar Montelius og Bernhard Salins arbejder. I 1860'erne begyndte hun også selv at skrive artikler og essays om etnografi og arkæologi og at holde foredrag om nordisk mytologi. Hun deltog i 1869 i den fjerde internationale kongres for arkæologi og antropologi i København. Ved de efterfølgende kongresser repræsenterede Mestorf bystaten Hamborg ved dem i Bologna (1871), Stockholm (1874) og Budapest (1876). Hun skrev rapporter om hver af disse kongresser.
I 1868 fik Mestorf en hæderspost ved Kiel Museum. I 1873 blev museet i Kiel fusioneret til Fædrelandets Antikvitetsmuseum (Museum vaterländischer Alterthümer), der er forløberen for Schleswig-Holsteins arkæologiske museum på Gottorp Slot samt Instituttet for Forhistorie og Oldtidshistorie ved Christian-Albrechts-Universität i Kiel . På den måde blev hun en del af universitetet, og arbejdede som stedets første inspektør. I 1891 efterfulgte hun direktøren, og blev den første kvindelige museumsdirektør i Tyskland. Hun var også ansvarlig for hovedparten af museets samlinger fra forhistorien og oldtiden. Samlingen begyndte med doneringen af Mestorfs fars samling. I anledning af Mestorfs 71-års fødselsdag i 1899 udnævnte det preussiske kulturministerium hende til æresprofessor i anerkendelse for hendes akademiske bedrifter   Hun betragtes normalt som den første kvinde i Tyskland, der har modtaget den titel;    men ifølge universitetet i Kiel var den første "en naturforsker fra Østersøområdet". Mestorf gik på pension den 1. april 1909. Den 17. april, på sin 81-års fødselsdag, modtog hun en æresdoktorgrad i medicin fra universitetet. Denne æresbevisning havde Det Filosofiske Fakultet på grund af uenighed i 1899 ellers nægtet hende. 
Mestorf var en af en gruppe kvinder, der i 1884/85 blev nægtet tilladelse til at deltage i forelæsninger om Goethe ved universitetet i Kiel, fordi professoren nægtede at give det.  Inden for sit eget felt var hun så respekteret, at Rudolf Virchow og andre anså hendes bistand for uundværlig til en antropologisk udstilling i Berlin i 1880, og de overtalte Kulturministeriet til at give hende orlov til formålet.
Hendes forskning fokuserede på Slesvig-Holstens forhistorie. Hun opfandt udtrykket Enkeltgravskultur ( Einzelgrabkultur ), der dækkede over den nordtyske og sydskandinaviske del af Snorekeramisk kultur,   samt udtrykket pragtkappe ( Prachtmantel ), der beskriver den karakteristiske, rektangulære germanske prydkappe, der ligner den romerske sagum,  og moselig ( Moorleiche ), der dækker over de forhistoriske menneskekroppe og kropsdele fundet i europæiske moser .  Hun katalogiserede Slesvig-Holstens forhistoriske fund og oplyste offentligheden om vigtigheden af at bevare dem. Hun er også ansvarlig for at Danevirke og mange andre arkæologiske lokaliteter er blevet behørigt undersøgt og bevaret.  Mestorf beskæftigede sig også med at dokumentere og bevare de traditionelle sølvsmykker fra holstenske gårdfamilier og donerede en samling til Thaulow-museet.
Kort før sin død indbetalte Mestorf et depositum på 500 Reichsmark til et æreslegat for mindet om sine forældre, der årligt, på hendes mors fødselsdag, den 24. juni, skulle uddele et måltid af "en stærk oksekødssuppe med dumplings" til tolv fattige ældre kvinder i Bramstedt. 
Mestorf har fået en gade på campus af universitetet i Kiel opkaldt efter sig, og på denne gade ligger i dag Institut for Europæisk Etnologi og Instituttet for Forhistorie og Oldtidshistorie, hvor også den store foredragssal er opkaldt efter Johanna Mestorf og har et portræt af hende udstillet.  Hun blev begravet i sin families gravsted på en kirkegård i Hamborg, og det slesvigske arkæologiske museum betalte for vedligeholdelsen af hendes grav indtil den blev fjernet. Siden da har gravstenen stået på museumsbibliotekets læsesal . 

## Hædersbeviser
Ud over sin æresdoktorgrad og professorat blev Johanna Mestorf udnævnt til æresmedlem eller tilsvarende i 19 lærde selskaber,  herunder Berlin Selskab for Antropologi, Etnologi og Forhistorie (de) (1891), Münchens antropologiske forening, den svenske forening for forhistorie, den finske forening for forhistorie og den antropologiske forening i Wien . 
Hun blev tildelt følgende medaljer:
- Lille guldmedalje for kunst og videnskab (1904) [22] [23]
- Sølvmedalje for kvinders tjeneste [22]
- Svensk guldmedalje til ære for Oscar I 's hustru [22]

Da hun blev pensioneret modtog hun et fotografi personligt underskrevet af kejser Wilhelm II, fordi det ikke var muligt at tildele en kvinde nogen anden form for anerkendelse. 

## Udvalgte publikationer
- Wiebeke Kruse, eine holsteinische Bauerntochter. Ein Blatt aus der Zeit Christians IV . Hamborg: Meissner, 1866. (historisk roman)
- Der archäologische Congress in Bologna. Aufzeichnungen. Hamburg: Meissner, 1871.
- Der internationale archäologische und anthropologische Congress in Stockholm am 7. bis 16. August 1874 – siebente Versammlung. Hamburg: Meissner, 1874.
- Der internationale Anthropologen- und Archäologen-Congress in Budapest vom 4. til 11. september 1876 – achte Versammlung . Hamborg: Meissner, 1876.
- Die vaterländischen Alterthümer Schleswig-Holsteins. Ansprache en unsere Landsleute . Hamborg: Meißner, 1877.
- Vorgeschichtliche Alterthümer aus Schleswig-Holstein. Zum Gedächtnis des fünfzigjährigen Bestehens des Museums vaterländischer Alterthümer in Kiel . Hamborg: Meissner, 1885.
- Katalog der im germanischen Museum befindlichen vorgeschichtlichen Denkmäler. Rosenberg'sche Sammlung . Nürnberg: Germanisches Museum, 1886.
- Urnenfriedhöfe i Slesvig-Holsten . Hamborg: Meissner, 1886.
- "Aus dem Steinalter. Gräber ohne Steinkammer unter Bodenniveau". Mitteilungen des Anthropologischen Vereins in Slesvig-Holsten 1892, pp. 9-24.
- "Moorleichen". I Bericht des Museums Vaterländischer Alterthümer bei der Universität Kiel 42 (1900)
- (med Karl Albert Weber). Wohnstätten der älteren neolithischen Periode in der Kieler Föhrde . Kiel: Lipsius & Tischer, 1904.
- Führer durch das Schleswig-Holsteinische Museum Vaterländischer Altertümer i Kiel . Kiel: Dr. von Schmidt & Klaunig, 1909.